# Mus caroli
Mus caroli (Миша Рюкю) — вид роду мишей (Mus).

## Поширення
Країни поширення: Камбоджа, Китай (Фуцзянь, Гуандун, Гуансі, Гуйчжоу, Хайнань, Юньнань), Гонконг, Лаос, М'янма, Тайвань, Таїланд, В'єтнам, Індонезія (Ява, Малі Зондські острови, Суматра.), Японія (о.Окінава), Малайзія (півострівна).

## Екологія
Цей вид населяє луки, чагарники, а також трав'янисті сільськогосподарських області, такі як рисові поля, де він живиться насінням та безхребетними. В основному активний уночі, хоча іноді й активний протягом коротких періодів дня.